# 琥珀の月
「琥珀の月」（こはくのつき）は、日本のR&BグループであるSkoop On Somebodyが2003年11月12日にリリースした通算20枚目（Skoop On Somebodyとしては12枚目）のシングル。

## 概要
ドラマ『共犯者』主題歌。3曲ぶりに、シングル表題曲がタイアップとなった。
CD初盤はレーベルゲートCDで、再発盤は、CD-DAにて発売された。
ミュージック・ビデオはロンドンにて撮影された。

## 収録曲
1. 琥珀の月
  - 作詞：小山内舞・TAKE　作曲：KO-HEY　編曲：SOS
2. CRAZY LOVE
  - 作詞・作曲：TAKE　編曲：中野定博
3. 抱きしめて (Club SOS Version)
  - 作詞・作曲：TAKE　編曲：SOS
4. 琥珀の月 (Spanish Passion)

  - 作詞：小山内舞・TAKE　作曲：KO-HEY　編曲：末原康志